# Distichopora irregularis
Distichopora irregularis är en nässeldjursart som beskrevs av Henry Nottidge Moseley 1879. Distichopora irregularis ingår i släktet Distichopora och familjen Stylasteridae.
Artens utbredningsområde är Indiska oceanen. Inga underarter finns listade i Catalogue of Life.